# برنامج الأسلحة البيولوجية السوفييتية
أدار الاتحاد السوفيتي سرًا أكبر وأطول برنامج للأسلحة البيولوجية وأكثرها تطورًا في العالم، منتهكًا بذلك اتفاقية الأسلحة البيولوجية لعام 1972. بدأ البرنامج في عشرينات القرن العشرين واستمر حتى سبتمبر 1992 على الأقل ولكن من المحتمل أنه استمر في روسيا بعد ذلك.
خلال الحرب العالمية الثانية، أُجبِر جوزيف ستالين على نقل عمليات الحرب البيولوجية (بي دبليو) الخاصة به بعيدًا عن مسار تقدم القوات الألمانية وربما استخدم داء التوليري ضد القوات الألمانية في عام 1942 بالقرب من ستالينجراد.
بحلول عام 1960، كان هناك العديد من مرافق أبحاث الأسلحة البيولوجية في جميع أنحاء الاتحاد السوفيتي. على الرغم من أن الاتحاد السوفيتي وقع على اتفاقية الأسلحة البيولوجية لعام 1972 (بي دبليو سي)، فقد عزز السوفيت فيما بعد برامج الحرب البيولوجية الخاصة بهم. على مدار تاريخه، من المعروف أن البرنامج السوفيتي قد قام بتسليح وتخزين العوامل البيولوجية التالية (واستمر بإجراء أبحاث أساسيًا على العديد من العوامل الأخرى):
- العصوية الجمرية[4]
- اليرسينيا طاعونية (الطاعون)
- الفرنسيسيلة التولارية (داء التوليري)
- بيركهولدرية رعامية (الرعام)
- البروسيلا (داء البروسيلات)
- الكوكسيلة البورنيتية (حمى كيو)
- فيروس التهاب دماغ الحصان الفنزويلي (في إي إي)
- ذيفان السجقية
- الذيفان المعوي نوع بي
- الجدري
- فيروس ماربورغ
- فيروس أورثوبوكس

تطورت هذه البرامج بدرجة كبيرة ونُفذت في عشرات المواقع السرية التي وظفت ما يصل إلى 65000 شخص. مثلًا، تراوحت السعة الإنتاجية السنوية لأسلحة الجدري بين 90 و100 طن. في ثمانينات وتسعينات القرن العشرين، عُدلت العديد من هذه العوامل وراثيًا لتصبح مقاومةً للحرارة والبرودة والمضادات الحيوية. في تسعينات القرن العشرين، اعترف بوريس يلتسين ببرنامج الأسلحة البيولوجية الهجومية وكذلك بحقيقية حادث الأسلحة البيولوجية في سفيردلوفسك عام 1979، الذي أسفر عن مقتل 64 شخص على الأقل. أكد منشقون عن برنامج الأسلحة البيولوجية السوفيتية مثل فلاديمير باشنيك والعقيد كاناتجان أليبيكوف أن البرنامج كان ضخمًا ولا يزال موجودًا. في عام 1992، وُقعت اتفاقية ثلاثية مع الولايات المتحدة والمملكة المتحدة وعدت بإنهاء برامج الأسلحة البيولوجية وتحويل المنشآت إلى أغراض سلمية، لكن الالتزام بالاتفاقية - ومصير العوامل والمرافق البيولوجية السوفيتية السابقة - لا يزال غير موثقًا في الغالب.

## نظرة تاريخية

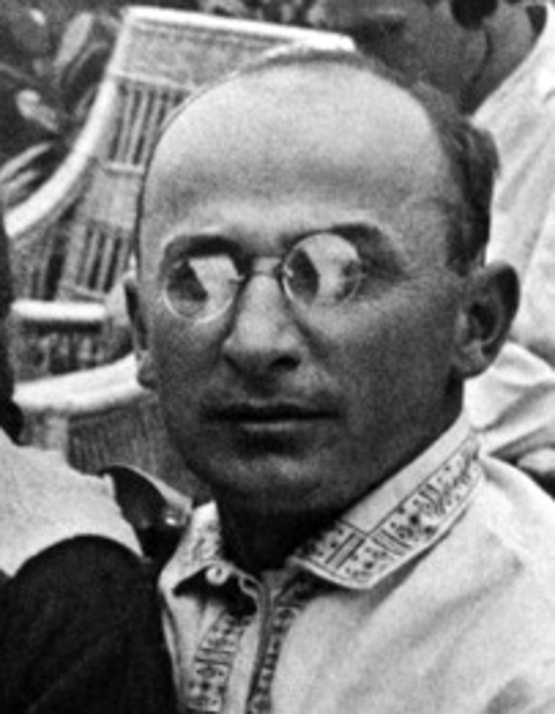
دور لافرينتي بيريا في تطوير برامج الأسلحة البيولوجية السوفيتية في ظل حقبة ما قبل الحرب العالمية الثانية

### ما قبل الحرب العالمية الثانية
بدأت القيود الدولية على الحرب البيولوجية مع بروتوكول جنيف في يونيو 1925، الذي حظر استخدام الأسلحة البيولوجية والكيميائية ولكن ليس حيازتها أو تطويرها. بعد التصديق على بروتوكول جنيف، كان لدى العديد من الدول تحفظات بشأن تطبيقات الأسلحة البيولوجية واستخدامها عند الرد على هجوم مماثل. نظرًا لهذه التحفظات، شمل البروتوكول في الواقع حظرًا على «الاستخدام الأولي» فقط.
كان ياكوف ميسيفيتش فيشمان المهندس الرئيسي الأول للبرنامج البيولوجي الأول للاتحاد السوفيتي. في أغسطس 1925، عُين أول رئيس لمديرية القوات الكيميائية في الجيش الأحمر (Voeneno-Khimicheskoe Upravlenie، أو Vokhimu اختصارًا). في عام 1926، في مختبر صغير تسيطر عليه Vokhimu، بدأ فيشمان أبحاثًا على عصيات الجمرة الخبيثة (العامل البيولوجي المسبب للجمرة الخبيثة). في فبراير 1928، أعد فيشمان تقريرا رئيسيًا لكليمنت إفريموفيتش فوروشيلوف (مفوض الشعب لشؤون الجيش والبحرية ورئيس مجلس الاتحاد السوفيتي الثوري) عن استعداد الاتحاد السوفيتي للحرب البيولوجية. وأكد أن «الخيار البكتيري يمكن استخدامه بنجاح في الحرب» واقترح خطة لمنظمة علم البكتيريا السوفيتية العسكرية. في هذا الوقت، برز إيفان ميخائيلوفيتش فيليكانوف، خبير في الذيفان السجقية والتسمم السجقي، كعالم رئيسي في برنامج الأسلحة البيولوجية السوفيتية في وقت مبكر. في عام 1930، عُين فيليكانوف قائدًا لمنشأة جديدة، مختبر اللقاحات في الجيش الأحمر في فلاسيكا، على بعد نحو 30 ميلا غرب موسكو. نُقلت المباني الخاصة بمعهد الجدري، التابعة لمفوضية الشعب الصحية، إلى المنشأة العسكرية. ركزت البرامج المبكرة في المختبر العسكري على الفرنسيسيلة التولارية (العامل البيولوجي المسبب لداء توليري).
بالتوازي مع العمل الجاري في فلاسيخا، كانت أبحاث الأسلحة البيولوجية تتم أيضًا في مؤسسة يسيطر عليها جهاز أمن الدولة. في يوليو 1931، استولت المديرية السياسية المشتركة للدولة (أوه جي بّي يو)، السابقة لمفوضية الشعب للشؤون الداخلية، على دير الشفاعة في سوزدال، ثم في العام التالي أنشأت مختبرًا في سجن خاص، يُسمى شاراشكا، حيث أجبِر نحو تسعة عشر خبيرًا في الطاعون والتولاريميا على العمل على تطوير أسلحة بيولوجية. بحلول عام 1936، نُقل العلماء العاملون في مجال الأسلحة البيولوجية في كل من فلاسيخا وسوزدال إلى جزيرة جورودومليا حيث عملوا في معهد لدراسة مرض الحمى القلاعية بُني في الأصل لمفوضية الزراعة الشعبية (ناركومزيم). عُين فيليكانوف قائدًا لمنشأة جزيرة جورودومليا التي سُميت المعهد التقني الحيوي، المعروف أيضًا باسم برمز في\2 1094. ذكرت المخابرات الألمانية أن المعهد كان منخرطًا في تجارب تركز على الفرنسيسيلة التولارية (العامل البيولوجي المسبب لداء التوليري) واليرسينيا الطاعونية (العامل البيولوجي المسبب للطاعون).
في صيف عام 1936، قاد إيفان ميخائيلوفيتش فيليكانوف أول بعثة للجيش الأحمر لإجراء اختبارات للأسلحة البيولوجية في جزيرة فوزروزدينيا. شارك نحو 100 فرد من معهد فيليكانوف للتقنيات الحيوية في التجارب. في يوليو 1937، أثناء التخطيط لرحلة استكشافية ثانية إلى الجزيرة، ألقي القبض على فيليكانوف من قبل أجهزة الأمن السوفيتية قبل إطلاق النار عليه. في وقت لاحق من نفس الصيف، قاد ليونيد مويسيفيتش خاتانيفير، المدير الجديد لمعهد التكنولوجيا الحيوية وخبير في الفرنسيسيلة التولارية (العامل البيولوجي المسبب لداء التوليري)، رحلة استكشافية ثانية إلى فوزروزدينيا. خُصصت سفينتان وطائرتان لخاتانيفير للاستخدام في الاختبارات التي تركز على انتشار بكتيريا التوليري. بدأت ألمانيا عملية بربروسا في يونيو 1941 وبعد الاستيلاء على كالينين المجاورة في أكتوبر، أُخليت منشأة الأسلحة البيولوجية في جزيرة جورودومليا ونُقلت في النهاية إلى كيروف.